# Karl Altmann (Mediziner)
Karl Altmann (geboren am 4. Februar 1880 in Breslau; gestorben am 2. April 1968 in Frankfurt am Main) war ein deutscher Mediziner und Hautarzt. Er lehrte als Venerologe an der Goethe-Universität Frankfurt. 

## Leben
Der Vater von Altmann war evangelischer Fabrikbesitzer in Breslau. Wie sein Großvater war Altmann Jude. 1900 legte er seine Reifeprüfung im „Realgymnasium am Zwinger“ ab. In München und Breslau studierte er danach Medizin. Seit 1900 gehörte er der Alten Breslauer Burschenschaft der Raczeks an. Nach dem Staatsexamen 1905 folgte 1906 seine Approbation. Ebenfalls in Breslau promovierte er 1906 bei Karl Bonhoeffer. 
1906 war Altmann Assistent am Allerheiligen-Hospital in Breslau. Von 1907 bis 1909 arbeitete er im Frankfurter Königlichen Institut für Experimentelle Therapie. 1910 wurde er Vorsteher von dessen bakteriologischen Abteilung. 1911 wurde er Oberarzt der Hautklinik in Frankfurt, ein Jahr später Oberarzt des Städtischen Krankenhauses. Im Ersten Weltkrieg war er Aufseher über drei Feldlazarette mit insgesamt 700 Betten. 1916 folgte in Frankfurt am Main seine Habilitation. Nach Ende des Weltkriegs wurde er in Frankfurt Professor. Weiterhin beschäftigte er sich am Städtischen Krankenhaus als Hautarzt. 
Als jüdischer Hochschullehrer war er vom 1933 erlassenen Gesetz zur Wiederherstellung des Berufsbeamtentums betroffen und wurde sowohl als Professor, als auch als Direktor der Hautklinik entlassen. Seine Fachpraxis wurde boykottiert. 1940 wurde er im Chirurgischen Krankenhaus in Quierschied verpflichtet. Nach Differenzen mit dem SS-Chefarzt war er von der Deportation bedroht. 1944 trat er allerdings erneut eine leitende Rolle in einem Hautklinikum an. Nach Ende des Zweiten Weltkriegs kehrte er nach Frankfurt zurück. Bis 1949 war er dort Leiter des Universitätsklinikums Frankfurt am Main.

## Veröffentlichungen (Auswahl)
- Über eine cystische Geschwulst des Rückenmarks. Altman und Friebe, Breslau 1906 (Dissertation).
- Die Behandlung der Krankheiten der behaarten Kopfhaut. Halle 1912 (Zusammen mit Karl Herxheimer).
- Erysipel. Erysipeloid. Pyocyaneus. Diphtherie. Sklerom. Milzbrand. Plaut-Vincent. Rotz. Granuloma teleangiectaticum, Aktinomykose. Tierische Parasiten. Berlin 1929 (Zusammen mit Hans Biberstein und Kurt Bierbaum).